# 4016 Sambre
4016 Sambre este un asteroid din centura principală, descoperit pe 15 decembrie 1979 de Henri Debehogne.